# Рождествено (Меленковский район)
Рождествено — деревня в Меленковском районе Владимирской области России, входит в состав Денятинского сельского поселения.

## География
Деревня расположена в 7 км на северо-восток от центра поселения села Денятино и в 26 км на север от города Меленки, в 0,5 км от остановочного пункта Папулино на ж/д линии Черусти — Муром.

## История
Впервые упоминается как сельцо Головенцово в окладных книгах 1676 года в составе Просеницкого прихода. В нем имелся двор стольника и полковника Матвея Осиповича Кровкова, в котором жил приказчик, 11 дворов крестьянских и 4 бобыльских. В сельце Головенцове в начале XVIII столетия построен был храм во имя Рождества Христова и село стало называться Рождествено. Храм в Рождествено существовал до 1803 года, когда был упразднен, а село было вновь приписано к Просеницкой церкви.
В конце XIX — начале XX века деревня входила в состав Папулинской волости Меленковского уезда, с 1926 года — в составе Муромского уезда. В 1859 году в деревне числился 91 двор, в 1905 году — 71 двор, в 1926 году — 97 дворов.
С 1929 года деревня являлась центром Рождественского сельсовета Меленковского района, с 1940 года — в составе Папулинского сельсовета, с 2005 года — в составе Денятинского сельского поселения. 
До 2013 года в деревне действовала Рождественская средняя общеобразовательная школа.

## Население
| 1859 | 1905 | 1926 | 2002 | 2010 | 2021 |
| ---- | ---- | ---- | ---- | ---- | ---- |
| 448  | ↘388 | ↗499 | ↘143 | ↘131 | ↘129 |